# Louis-Ferdinand de Prusse (1944-1977)
Pour les articles homonymes, voir Louis-Ferdinand de Prusse.
Louis-Ferdinand de Prusse (en allemand, Louis-Ferdinand Prinz von Preußen), né le 25 août 1944 à Golzow et mort le 11 juillet 1977 à Brême, est un membre de la Maison de Hohenzollern, prince de Prusse.

## Biographie
Cinquième enfant et troisième fils de Louis-Ferdinand de Prusse (1907-1994) et de Kira Kyrillovna de Russie, Louis-Ferdinand de Prusse, dit « Lulu », naît peu après l'attentat perpétré contre Adolf Hitler le 20 juillet 1944. Son père, Louis-Ferdinand de Prusse, soupçonné de connivences avec les auteurs du complot, est interrogé, mais aucune preuve ne démontre son implication dans cette affaire.
En 1967, Louis-Ferdinand de Prusse s'engage dans la Bundeswehr dans le but de devenir officier de réserve. À vingt-huit ans, il entre en apprentissage à la banque Kaufmann, suit des cours du soir afin d'obtenir une licence d'histoire. Une fois par an, il participe aux exercices militaires. En mai 1977, cinq mois avant sa promotion au grade de lieutenant, il est victime d'un grave accident. Coincé entre deux véhicules blindés, il est blessé gravement à la jambe et doit être amputé. Hospitalisé à l'hôpital de Brême, il meurt deux mois après, le 11 juillet 1977.

### Mariage et descendance
Le 24 mai 1975, Louis-Ferdinand de Prusse épouse une aristocrate allemande de Franconie et de religion protestante, la comtesse Donata zu Castell-Rüdenhausen (1950-2015), fille de Siegfried, 4e prince de Castell-Rüdenhausen et de la comtesse Irène de Solms-Laubach. Veuve, Donata de Prusse se remarie le 9 février 1991 au duc Frédéric-Auguste d'Oldenbourg (1936–2017), l'ex-mari de sa belle-sœur Marie-Cécile de Prusse.
Deux enfants sont nés de l'union de Louis-Ferdinand et Donata de Prusse :
- Georges Frédéric de Prusse, né en 1976, actuel chef de la Maison royale de Prusse et prétendant au trône impérial allemand ;
- Cornélie Cécile de Prusse, née posthume en 1978.

## Généalogie
Louis-Ferdinand de Prusse appartient à la première branche de la Maison de Hohenzollern. Cette lignée donna des électeurs, des rois à la Prusse et des empereurs à l'Allemagne. Il est l'arrière-petit-fils de l'empereur Guillaume II.